# 殺手廢J
《殺手廢J》（英語：Killing Procedures），為香港MakerVille製作的黑色幽默喜劇電視劇，由劉諾衡執導，麥可暉編劇，陳湛文、袁澧林、陳海寧、陳毅燊及程人富主演。此劇講述關於殺手J及圍繞殺手公司內部周邊發生不同事件的故事，為《ViuTV 2023》節目巡禮劇集之一。此劇於2023年2月6日至2023年2月15日於ViuTV 99台播放，並由「Häagen-Dazs™雪糕系列」冠名贊助。台灣OTT由LiTV 線上影視、LINE TV及KKTV同步跟播上架。

## 演員

### 主要演員
| 演員   | 角色   | 介紹 |
| 陳湛文 | J      | JAV11（電競網名，讀音 J-A-V-one-one） 曾為電腦維修員，因電競遊戲而認識阿叔，後為其徒弟，轉職為自由身殺手 於第2集加入殺手公司任職高級行動主任，編號0810 於第5集向Raymond提出辭職，後反悔，但被其以Chloe已身亡為由解僱 於第6集接受經理委託調查公司之內鬼，暗中發現Green懷疑與殺手們相繼身亡有關 於第8集被7槍傷 Chloe之師父 隱蔽青年、田徑好手 為人膽小怕死 曾汶清之鄰居，與其有感情線 |
| 袁澧林 | 曾汶清 | 阿清、假文青（J之專稱，因角色名字諧音「真文青」而得名） 「六水」咖啡甜品屋店長 富家女 J之鄰居，與其有感情線 |
| 陳海寧 | Chloe  | 王小姐 本為殺手公司聯絡專員，編號9243 J和阿政之徒弟 喜歡吃喝玩樂、只會遵從按章工作守則工作，性格隱性自卑 於第4集因政策部「部門交流計劃」被轉職為見習行動主任 於第5集從Raymond口中交代在執行殺人任務時身亡 |
| 陳毅燊 | 阿政   | 殺手公司高級行動主任 經理之乾兒子，在公司內是一位特權人物 主動訓練Chloe成為殺手 為人正氣凜然，近乎達到中二病症狀，只會殺害「該死的人」 崇尚超級英雄「鸚鵡俠」，並妄想能成為超級英雄 於第8集受經理委託阻止J暫停殺人指令，後被其殺害 |
| 程人富 | 阿洛   | 洛老師 殺手公司行動主任，編號0234 性格口硬心軟，但偏向急功近利主義 |

### 其他演員
| 演員            | 角色          | 介紹 |
| 羅永昌          | 權哥          | 自由身殺手經紀 於第3集移民離港 |
| 楊偉倫          | 阿叔          | M-Gunner（電競網名） 自由身殺手 因電競遊戲而認識J，後為其師父 |
| 火 火           | 經理          | 殺手公司創辦人兼經理，編號A001 十五年前創立殺手公司 曾為社工及感化主任 阿政之乾父親 做事以人為本，平日喜怒不形於色 於第8集被J殺害 |
| 顧定軒 （少年） | 經理          | 殺手公司創辦人兼經理，編號A001 十五年前創立殺手公司 曾為社工及感化主任 阿政之乾父親 做事以人為本，平日喜怒不形於色 於第8集被J殺害 |
| 陳子豐          | Raymond Wong  | Raymond 殺手公司人力資源部主管，十年前已入職 為人死板、重視程序，但口硬心軟 |
| 胡子彤          | Jersey Ford   | Jersey 殺手公司營業部主管 為人自以為是、目中無人 於第8集欲殺害J但被反殺 |
| 李凱賢          | Paul Fernando | Paul、Paul哥 殺手公司裝備及物流部（即器材部）主管，五年前已入職 頭銜雖為主管但並無實權 與行動組成員關係友好 |
| 柳俊江          | Gayvan Tan    | Gayvan 殺手公司政策部主管，五年前已入職 為人奸狡、見風使舵，擅長語言偽術 |
| 鄧子超          | Choy Mann     | 阿材 殺手公司財務部主管，五年前已入職 為人冷酷無情、著重金錢 於第8集欲殺害J但被反殺 |
| 李天翔          | 7             | Seven、Payload（J之專稱） 殺手公司高級行動主任，專責公司高危之行動 F.G.C.崇拜之對象 於第3集執行行動期間被槍傷 於第8集被指派殺害曾汶清，在行動前槍傷J，其後因Raymond成功暫停殺人指令而無執行行動                                                      |
| 和泉素行        | 木村龍馬      | 龍馬大師 殺手公司行動主任，專門以拍攝動作片形式接洽大企業的委託 忍者／禪心道場大師 為籌集資金回鄉報滅族之仇而到處詐騙 |
| 潘紹聰          | 標哥          | Bill 殺手公司高級行動主任，編號0210 |
| 郭嘉駿          | F.G.C.        | 化骨蟲 殺手公司初級行動主任，編號0788 |
| 黃錠江          | 阿泰          | 殺手公司行動主任，編號0533 |
| 練美娟          | Janice        | 殺手公司精神治療師 |
| 何華超          | Green         | 小時候曾經被虐待，少年時曾在監獄中渡過，並接受經理感化 後來經理開設殺手公司，被邀請加入，曾在政策部擔任顧問，現為首席行動主任 經理之兄弟，在公司內是一位特權人物 對乒乓球異常執著 因被經理誤認為是內鬼而於第6集被J接近和調查 於第7集下指令殺害曾汶清 |
| 張進翹 （少年） | Green         | 小時候曾經被虐待，少年時曾在監獄中渡過，並接受經理感化 後來經理開設殺手公司，被邀請加入，曾在政策部擔任顧問，現為首席行動主任 經理之兄弟，在公司內是一位特權人物 對乒乓球異常執著 因被經理誤認為是內鬼而於第6集被J接近和調查 於第7集下指令殺害曾汶清 |
| 方泳琳          | Kat           | Green之助手，殺手公司中唯二支持他的員工 |
| 區嘉華          | 輪椅老人      | 於第1集被J殺害 |
| 麥倩芬          | 馬姐          | 輪椅老人的照顧者 |
| 陳安瑩          | 表姐          | 權哥的表姐 於第1集經權哥安排委託J殺人後拒絕支付尾數，被J槍傷 |
| 黃慶利          | 阿孝          | 於第1集委託J殺害植物人，在J完成委託後燒炭自殺 |
| 文虢希          | 長髮殺手      | 於第1集三人因爭奪殺害植物人而互相射殺身亡 |
| 王朗然          | 護士殺手      | 於第1集三人因爭奪殺害植物人而互相射殺身亡 |
| 曾仲元          | 皮褸殺手      | 於第1集三人因爭奪殺害植物人而互相射殺身亡 |
| 謝家驥          | 植物人        | 有幫派背景 在岸東醫院長期病房療養 於第1集被J殺害 |
| 李瑞國          | 保安          | |
| 周敏沖          | 盲人          | 於第3集原為J被獲派殺害之對象，後來被阿政殺害 |
| 余雪凝          | 聯絡員#9622   | 殺手公司聯絡專員，編號9622 Chloe之聯絡員 |
| 謝皓鈞          | 人事部職員    | |
| 袁大江          | 教練          | J之田徑教練 |
| 曹梓            | 黑超男        | |
| 劉志誠          | 西裝怪客      | J之心魔 |
| 曾偉樂          | 任務目標      | |
| 文卓森          | 宣傳片旁白    | |
| Bilal Muhammad  | 史耐德        | 印巴仔 恐怖組織代理人 Green之合作夥伴 |
| 譚子翹          | 聯絡員#9331   | 殺手公司聯絡專員，編號9331 |
| 梁 業           | 生意人        | 於第6集被阿政以假冒騎警總署人員徴用其酒店房間 |
| 黃頌寧          | Tony          | 殺手公司創始員工，五年後離職另起爐灶 |
| 岑珈其          | Kyle          | 殺手公司創始員工 Green之下屬 曾在任務中誤殺騎警，因認為會被經理懲罰而打算先下殺手，被Green得悉後殺害 |
| 林子傑          | Clive         | 殺手公司五年前的營業部主管 與Green不和 |
| 譚健文          | 財務部職員    | |
| 麥可暉          |               | 殺手公司員工 |
| 吳保錡          | 行動組同事甲  | 殺手公司行動組員工 於第8集欲射殺入侵公司的J但反被殺害 |
| 劉諾衡          | 行動組同事乙  | 殺手公司行動組員工 於第8集欲射殺入侵公司的J但反被殺害 |
| 孫仲斌          | 地產經紀      | |
| 何啟華          | 拔喉殺手      | 於第8集向臥在病床的J下手拔喉 |

## 每集列表
| 集數   | 首播日期 | 標題       | 實際片長                                                                | 備註   |
| 2023年 |          |            |                                                                         |        |
| 1      | 2月6日   | 輕巧殺手   | ViuTV、KKTV、LiTV、LINE TV 沒有分別                                     |        |
| 2      | 2月7日   | 月薪一族   | ViuTV、KKTV、LiTV、LINE TV 沒有分別                                     |        |
| 3      | 2月8日   | 簡單任務   | ViuTV、KKTV、LiTV、LINE TV 沒有分別                                     |        |
| 4      | 2月9日   | 殺神實習生 | ViuTV、KKTV、LiTV、LINE TV 沒有分別                                     |        |
| 5      | 2月10日  | 忍．營．人 | ViuTV、KKTV、LiTV、LINE TV 沒有分別                                     |        |
| 6      | 2月13日  | 側上旋     | ViuTV、KKTV、LiTV、LINE TV 沒有分別                                     | 結局篇 |
| 7      | 2月14日  | 員工代表   | ViuTV、KKTV、LiTV、LINE TV 沒有分別                                     | 結局篇 |
| 8      | 2月15日  | 講數       | KKTV 1:08:50(修正版)LiTV 1:09:26(完整版 )ViuTV、LINE TV 1:09:27(修正版) | 大結局 |

## 記事
- 2022年7月，MakerVille行政總裁魯庭暉、導演劉諾衡及本劇演員於西貢舉行開鏡拜神儀式[3][4]。
- 2023年2月15日，ViuTV播出殺手廢J第8集時，刪剪了陳湛文飾演的J含有爭取兩字的對白，而台灣串流平台LiTV 線上影視照播出這句對白。[2]
- 本劇是柳俊江遺作。柳在2024年1月4日於大埔黃宜坳村寓所燒炭自殺身亡。

## 外部連結
- ViuTV：殺手廢J（劇集重溫） （页面存档备份，存于）
- MakerVille：殺手廢J （页面存档备份，存于）
- 豆瓣电影上《殺手廢J》的資料 （简体中文）

## 電視節目的變遷
| 香港 ViuTV 星期一至五 21:30－22:30 · 2023年2月15日 21:30－23:00 | 香港 ViuTV 星期一至五 21:30－22:30 · 2023年2月15日 21:30－23:00 | 香港 ViuTV 星期一至五 21:30－22:30 · 2023年2月15日 21:30－23:00 |
| --------------------------------------------------------------- | --------------------------------------------------------------- | --------------------------------------------------------------- |
|                                                                 | 殺手廢J （2023年2月6日－2023年2月15日）                         |                                                                 |
| 大誠實家 （2023年1月23日－2023年2月3日）                        | 某一天 （2023年2月16日－2023年3月3日）                          |                                                                 |